# Saropogon albicans
Saropogon albicans är en tvåvingeart som beskrevs av Emile Janssens 1961. Saropogon albicans ingår i släktet Saropogon och familjen rovflugor. Inga underarter finns listade i Catalogue of Life.
Artens utbredningsområde är Irak.